# Champagne-i Adél francia királyné

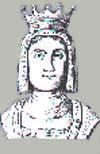
Champagne-i Adél

Champagne-i Adél (1140 k. – Párizs, 1206. június 4.), más forrásokban Alix vagy Alíz, Franciaország királynéja, VII. (Ifjú) Lajos harmadik felesége, II. (Nagy) Thibaut champagne-i gróf és Karinthiai Matild leánya volt.
1160. november 13-án, Párizsban ment feleségül a francia királyhoz, nem sokkal Lajos előző felesége, Kasztíliai Konstancia halála után. Egyúttal meg is koronázták. VII. Lajos akkor már negyvenedik életévét is betöltötte, ám két feleségétől csak lányai születtek. Adél 1165. augusztus 21-én azonban végre fiúnak adott életet, akit a nagy örömre való tekintettel Istenadtának (Dieudonné) neveztek – a világ később II. Fülöp Ágost néven ismerte meg. 1171-ben jött világra a pár második gyermeke, Ágnes, aki később Anna néven kétszeres bizánci császárné lett.
A rég várt örökös szerencsés megszülésének, illetve férje alapvetően habozó, befolyásolható természetének köszönhetően Adél nagy hatalomra tett szert Ifjú Lajos udvarában, ami leginkább fivérei magasra ívelő karrierjéből látható: I. (Szabados) Henrik Champagne grófja és V. Theobald, Blois grófja egyaránt Lajos egy-egy korábbi házasságából származó lányt vehetett feleségül. Harmadik fivére, Fehérkezű Guillaume (Vilmos) 1164-ben chartres-i püspök, 1169-ben sens-i érsek, 1175-ben pedig reims-i érsek lett.
1180-ban, fia hatalomra jutásakor visszavonult, és kegyes tevékenységet folytatott. Több kolostoralapítás fűződik nevéhez, például 1194-ben Petit Jard-ban (ma Vert-Saint-Denis). Utoljára 1190–1192 között játszott komolyabb politikai szerepet, mint régens, míg királyi fia a III. keresztes hadjáraton hadakozott. Az anyakirályné Párizsban, a Cité-palotában halt meg, földi maradványait a pontigny-i ciszterci apátság templomában helyezték örök nyugovóra.

## Gyermekei
- Fülöp (1165–1229), Franciaország királya 1180–1223 között.
- Ágnes (Anna) (1171–1240 után), 1180-1183 között II. Alexiosznak, majd 1183-ban I. Andronikosz bizánci császárnak, 1204-ben Theodórosz Branasznak, Drinápoly urának a felesége lett.